# معوية أمعائية
معوية أمعائية (الاسم العلمي:Enterococcus hirae) هي نوع من البكتيريا تتبع جنس المكورة المعوية من فصيلة المكورات المعوية.
وتسبب في انخفاض النمو والتهاب الشغاف في الدجاج النامي  وتسمم الدم لدى البشر.